# Elezioni politiche in Italia del 1958
Le elezioni politiche in Italia del 1958 per il rinnovo dei due rami del Parlamento Italiano – la Camera dei deputati e il Senato della Repubblica – si tennero domenica 25 e lunedì 26 maggio 1958. Il Senato, la cui legislatura aveva una durata di sei anni, fu sciolto anticipatamente.
Le consultazioni videro nuovamente maggioritaria la Democrazia Cristiana, che incrementò i propri consensi portando l'area del centro governativo (DC, PSDI, PLI e PRI) a ottenere la maggioranza assoluta dei voti. Sul fronte dell'opposizione, i comunisti si mantennero quasi perfettamente stabili, i socialisti aumentarono i propri elettori, mentre la destra subì un brusco arretramento, sia per quanto riguarda i missini, che per i monarchici, oltretutto divisi in due movimenti distinti.

## Sistema di voto
Le elezioni politiche del 1958 si tennero con il sistema di voto introdotto con il decreto legislativo luogotenenziale n. 74 del 10 marzo 1946, dopo essere stato approvato dalla Consulta Nazionale il 23 febbraio 1946. Concepito per gestire le elezioni dell'Assemblea Costituente previste per il successivo 2 giugno, il sistema fu poi recepito come normativa elettorale per la Camera dei deputati con la legge n. 6 del 20 gennaio 1948. Per quanto riguarda il Senato della Repubblica, i criteri di elezione vennero stabiliti con la legge n. 29 del 6 febbraio 1948 la quale, rispetto a quella per la Camera, conteneva alcuni piccoli correttivi in senso maggioritario, pur mantenendosi anch'essa in un quadro largamente proporzionale.
Inoltre il 31 luglio 1954 venne abrogata la legge n. 148/1953, composta da un singolo articolo, che introduceva un premio di maggioranza consistente nell'assegnazione del 65% dei seggi della Camera dei deputati alla lista o al gruppo di liste collegate che avesse raggiunto il 50% più uno dei voti validi. Tale legge, pertanto, fu in vigore solamente per le elezioni del 1953.
Secondo la suddetta legge del 1946, i partiti presentavano in ogni circoscrizione una lista di candidati. L'assegnazione di seggi alle liste circoscrizionali avveniva con un sistema proporzionale utilizzando il metodo dei divisori con quoziente Imperiali; determinato il numero di seggi guadagnati da ciascuna lista, venivano proclamati eletti i candidati che, all'interno della stessa, avessero ottenuto il maggior numero di preferenze da parte degli elettori, i quali potevano esprimere il loro gradimento per un massimo di quattro candidati.
I seggi e i voti residuati a questa prima fase venivano raggruppati poi nel collegio unico nazionale, all'interno del quale gli scranni venivano assegnati sempre col metodo dei divisori, ma utilizzando ora il quoziente Hare naturale ed esaurendo il calcolo tramite il metodo dei più alti resti. Da questa elezione tale collegio venne virtualizzato, in quanto i seggi in esso attribuiti vennero reinseriti nelle circoscrizioni locali attraverso complicate formule matematiche.
Differentemente dalla Camera, la legge elettorale del Senato si articolava su base regionale, seguendo il dettato costituzionale (art.57). Ogni regione era suddivisa in tanti collegi uninominali quanti erano i seggi a essa assegnati. All'interno di ciascun collegio, veniva eletto il candidato che avesse raggiunto il quorum del 65% delle preferenze: tale soglia, oggettivamente di difficilissimo conseguimento, tradiva l'impianto proporzionale su cui era concepito anche il sistema elettorale della Camera Alta. Qualora, come normalmente avveniva, nessun candidato avesse conseguito l'elezione, i voti di tutti i candidati venivano raggruppati in liste di partito a livello regionale, dove i seggi venivano allocati utilizzando il metodo D'Hondt delle maggiori medie statistiche e quindi, all'interno di ciascuna lista, venivano dichiarati eletti i candidati con le migliori percentuali di preferenza.
In queste elezioni si applicò per l'ultima volta quanto stabilito nella prima stesura della Costituzione italiana, che prevedeva un numero di seggi da assegnare in maniera variabile nel seguente modo: per la Camera dei deputati, in ragione di un deputato per ottantamila abitanti o per frazione superiore a quarantamila; per il Senato attribuito su base regionale un senatore ogni duecentomila abitanti o per frazione superiore a centomila, nessuna Regione può avere un numero di senatori inferiore a sei, la Valle d'Aosta ne ha uno solo. Le successive elezioni si tennero invece con un numero di deputati e senatori fisso, secondo quanto previsto dalla legge costituzionale 9 febbraio 1963, n. 2.

### Circoscrizioni
Il territorio nazionale italiano venne suddiviso alla Camera dei deputati in 32 circoscrizioni plurinominali e al Senato della Repubblica in 19 circoscrizioni plurinominali, corrispondenti alle regioni italiane.

#### Circoscrizioni della Camera dei deputati

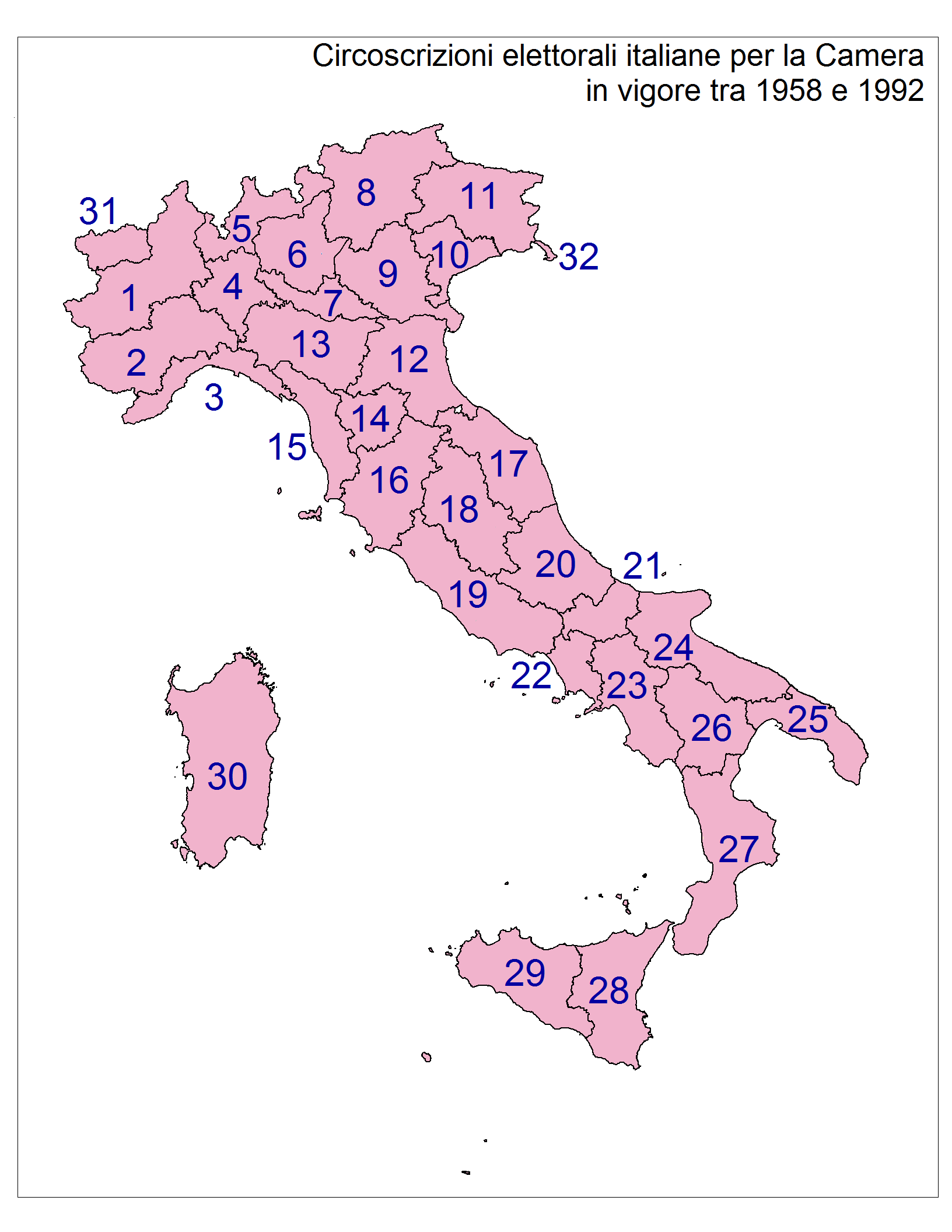
Le circoscrizioni per la Camera dei Deputati.

Le circoscrizioni della Camera dei deputati erano le seguenti:
1. Torino (Torino, Novara, Vercelli);
2. Cuneo (Cuneo, Alessandria, Asti);
3. Genova (Genova, Imperia, La Spezia, Savona);
4. Milano (Milano, Pavia);
5. Como (Como, Sondrio, Varese);
6. Brescia (Brescia, Bergamo);
7. Mantova (Mantova, Cremona);
8. Trento (Trento, Bolzano);
9. Verona (Verona, Padova, Vicenza, Rovigo);
10. Venezia (Venezia, Treviso);
11. Udine (Udine, Belluno, Gorizia);
12. Bologna (Bologna, Ferrara, Ravenna, Forlì);
13. Parma (Parma, Modena, Piacenza, Reggio Emilia);
14. Firenze (Firenze, Pistoia);
15. Pisa (Pisa, Livorno, Lucca, Massa e Carrara);
16. Siena (Siena, Arezzo, Grosseto);
17. Ancona (Ancona, Pesaro, Macerata, Ascoli Piceno);
18. Perugia (Perugia, Terni, Rieti);
19. Roma (Roma, Viterbo, Latina, Frosinone);
20. L'Aquila (Aquila, Pescara, Chieti, Teramo);
21. Campobasso (Campobasso);
22. Napoli (Napoli, Caserta);
23. Benevento (Benevento, Avellino, Salerno);
24. Bari (Bari, Foggia);
25. Lecce (Lecce, Brindisi, Taranto);
26. Potenza (Potenza, Matera);
27. Catanzaro (Catanzaro, Cosenza, Reggio Calabria);
28. Catania (Catania, Messina, Siracusa, Ragusa, Enna);
29. Palermo (Palermo, Trapani, Agrigento, Caltanissetta);
30. Cagliari (Cagliari, Sassari, Nuoro);
31. Valle d'Aosta (Aosta);
32. Trieste (Trieste)

#### Circoscrizioni del Senato della Repubblica

Le circoscrizioni per il Senato della Repubblica.

Le circoscrizioni del Senato della Repubblica erano invece le seguenti:
1. Piemonte;
2. Valle D'Aosta;
3. Lombardia;
4. Trentino-Alto Adige;
5. Veneto;
6. Friuli-Venezia Giulia;
7. Liguria;
8. Emilia-Romagna;
9. Toscana;
10. Umbria;
11. Marche;
12. Lazio;
13. Abruzzi e Molise;
14. Campania;
15. Puglia;
16. Basilicata;
17. Calabria;
18. Sicilia;
19. Sardegna.

## Quadro politico

### L'instabilità politica e la crescita economica
La II legislatura aveva visto l'alternanza di 6 governi in 5 anni, tutti presieduti da esponenti democristiani e sostenuti, eventualmente con un appoggio esterno, da PSDI, PLI e PRI. La forte instabilità e l'assenza di una leadership chiara, come era stata quella dello scomparso De Gasperi, non intaccò la ripresa economica avviata dopo la seconda guerra mondiale grazie agli aiuti del Piano Marshall, la creazione delle prime organizzazioni economiche europee, l'alta disponibilità di manodopera e l'ingente intervento pubblico nell'economia.

### Principali forze politiche
| Partito | Partito                                        | Collocazione    | Ideologia                 | Segretario        | Foto |
| ------- | ---------------------------------------------- | --------------- | ------------------------- | ----------------- | ---- |
|         | Democrazia Cristiana (DC)                      | Centro          | Cristianesimo democratico | Amintore Fanfani  |      |
|         | Partito Comunista Italiano (PCI)               | Sinistra        | Comunismo                 | Palmiro Togliatti |      |
|         | Partito Socialista Italiano (PSI)              | Sinistra        | Socialismo democratico    | Pietro Nenni      |      |
|         | Movimento Sociale Italiano (MSI)               | Estrema destra  | Neofascismo               | Arturo Michelini  |      |
|         | Partito Socialista Democratico Italiano (PSDI) | Centro-sinistra | Socialdemocrazia          | Giuseppe Saragat  |      |
|         | Partito Liberale Italiano (PLI)                | Centro-destra   | Liberalismo               | Giovanni Malagodi |      |
|         | Partito Monarchico Popolare (PMP)              | Destra          | Monarchismo               | Achille Lauro     |      |
|         | Partito Nazionale Monarchico (PNM)             | Destra          | Monarchismo               | Alfredo Covelli   |      |
|         | Partito Repubblicano Italiano (PRI)            | Centro-sinistra | Repubblicanesimo          | Oronzo Reale      |      |

## Risultati

### Camera dei deputati

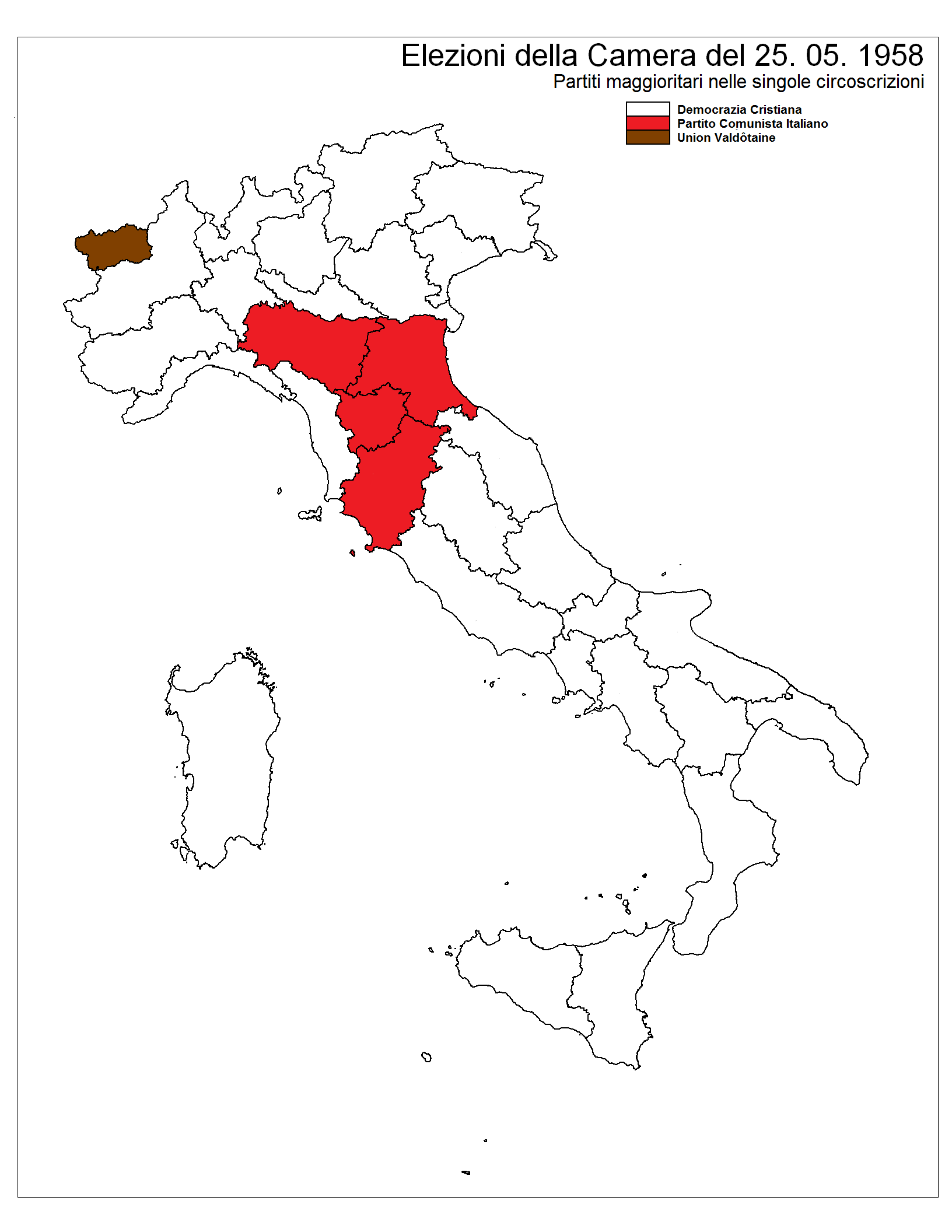
Partiti maggioritari nelle singole circoscrizioni elettorali.

|                                                                  |                                                         |            |       |       |                |         |
| Partito                                                          | Partito                                                 | Voti       | %     | Seggi | Differenza (%) | /       |
|                                                                  | Democrazia Cristiana (DC)                               | 12 520 207 | 42,35 | 273   | 2,26           | 10      |
|                                                                  | Partito Comunista Italiano (PCI)                        | 6 704 454  | 22,68 | 140   | 0,08           | 3       |
|                                                                  | Partito Socialista Italiano (PSI)                       | 4 206 726  | 14,23 | 84    | 1,53           | 9       |
|                                                                  | Movimento Sociale Italiano (MSI)                        | 1 407 718  | 4,76  | 24    | 1,08           | 5       |
|                                                                  | Partito Socialista Democratico Italiano (PSDI)          | 1 345 447  | 4,55  | 22    | 0,03           | 3       |
|                                                                  | Partito Liberale Italiano (PLI)                         | 1 047 081  | 3,54  | 17    | 0,53           | 4       |
|                                                                  | Partito Monarchico Popolare (PMP)                       | 776 919    | 2,63  | 14    | -              | 14      |
|                                                                  | Partito Nazionale Monarchico (PNM)                      | 659 997    | 2,23  | 11    | 4,62           | 29      |
|                                                                  | Partito Repubblicano Italiano-Partito Radicale (PRI-PR) | 405 782    | 1,37  | 6     | 0,25           | 1       |
|                                                                  | Movimento Comunità                                      | 173 227    | 0,59  | 1     | -              | 1       |
|                                                                  | Partito Popolare Sudtirolese (SVP)                      | 135 491    | 0,46  | 3     | 0,01           | Stabile |
|                                                                  | Movimento Autonomia Regionale Piemontese                | 70 589     | 0,24  | 0     | -              | -       |
|                                                                  | Union Valdôtaine (UV)                                   | 30 596     | 0,10  | 1     | -              | 1       |
|                                                                  | Altre liste                                             | 76 035     | 0,27  | 0     | -              | -       |
| Totale                                                           | Totale                                                  | 29 560 269 | 100   | 596   |                | 6       |
| Schede bianche                                                   | Schede bianche                                          | 473 682    | 1,56  |       |                |         |
| Schede nulle                                                     | Schede nulle                                            | 400 730    | 1,32  |       |                |         |
| Votanti                                                          | Votanti                                                 | 30 434 681 | 93,83 |       |                |         |
| Elettori                                                         | Elettori                                                | 32 434 852 | 100   |       |                |         |
| Fonte: Archivio storico delle elezioni - Ministero dell'Interno. |                                                         |            |       |       |                |         |

### Senato della Repubblica

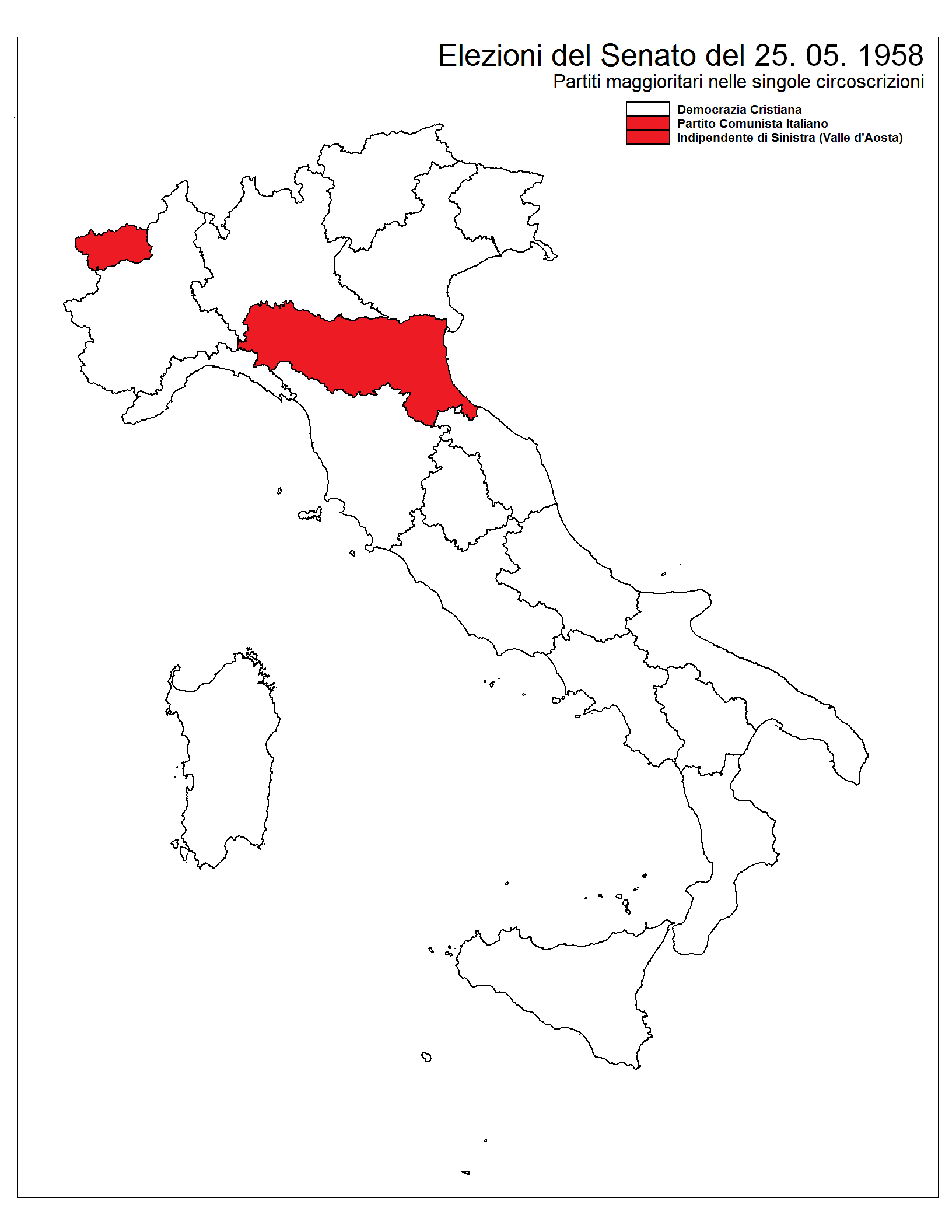
Partiti maggioritari nelle singole circoscrizioni elettorali.

|                                                                  |                                                         |            |       |       |                |         |
| Partito                                                          | Partito                                                 | Voti       | %     | Seggi | Differenza (%) | /       |
|                                                                  | Democrazia Cristiana (DC)                               | 10 780 954 | 41,23 | 123   | 0,54           | 7       |
|                                                                  | Partito Comunista Italiano (PCI)                        | 5 700 952  | 21,80 | 59    | 1,59           | 8       |
|                                                                  | Partito Socialista Italiano (PSI)                       | 3 682 945  | 14,08 | 35    | 2,18           | 9       |
|                                                                  | Partito Socialista Democratico Italiano (PSDI)          | 1 164 280  | 4,45  | 5     | 0,14           | 1       |
|                                                                  | Movimento Sociale Italiano (MSI)                        | 1 150 051  | 4,40  | 8     | 1,67           | 1       |
|                                                                  | Partito Liberale Italiano (PLI)                         | 1 012 610  | 3,87  | 4     | 1,01           | 1       |
|                                                                  | Partito Monarchico Popolare (PMP)                       | 774 242    | 2,96  | 5     | -              | 5       |
|                                                                  | Partito Nazionale Monarchico (PNM)                      | 565 045    | 2,16  | 2     | 4,83           | 14      |
|                                                                  | Partito Repubblicano Italiano-Partito Radicale (PRI-PR) | 363 462    | 1,39  | 0     | -              | -       |
|                                                                  | PNM-MSI                                                 | 291 359    | 1,11  | 0     | -              | -       |
|                                                                  | PCI-PSI                                                 | 185 557    | 0,71  | 2     | -              | Stabile |
|                                                                  | Movimento Comunità                                      | 142 897    | 0,55  | 0     | -              | -       |
|                                                                  | Partito Popolare Sudtirolese (SVP)                      | 120 068    | 0,46  | 2     | -              | Stabile |
|                                                                  | Movimento Autonomia Regionale Piemontese                | 61 088     | 0,23  | 0     | -              | -       |
|                                                                  | PSI-PSDI                                                | 43 191     | 0,17  | 0     | -              | -       |
|                                                                  | Indipendenti di Sinistra                                | 28 141     | 0,11  | 1     | -              | 1       |
|                                                                  | Partito Sardo d'Azione (PSd'Az)                         | 25 923     | 0,10  | 0     | -              | -       |
|                                                                  | Altre liste                                             | 57 237     | 0,22  | 0     | -              | 13      |
| Totale                                                           | Totale                                                  | 26 150 002 | 100   | 246   |                | 6       |
| Schede bianche                                                   | Schede bianche                                          | 779 712    | 2,84  |       |                |         |
| Schede nulle                                                     | Schede nulle                                            | 496 129    | 1,81  |       |                |         |
| Votanti                                                          | Votanti                                                 | 27 425 843 | 93,98 |       |                |         |
| Elettori                                                         | Elettori                                                | 29 183 501 | 100   |       |                |         |
| Fonte: Archivio storico delle elezioni - Ministero dell'Interno. |                                                         |            |       |       |                |         |

## Analisi territoriale del voto

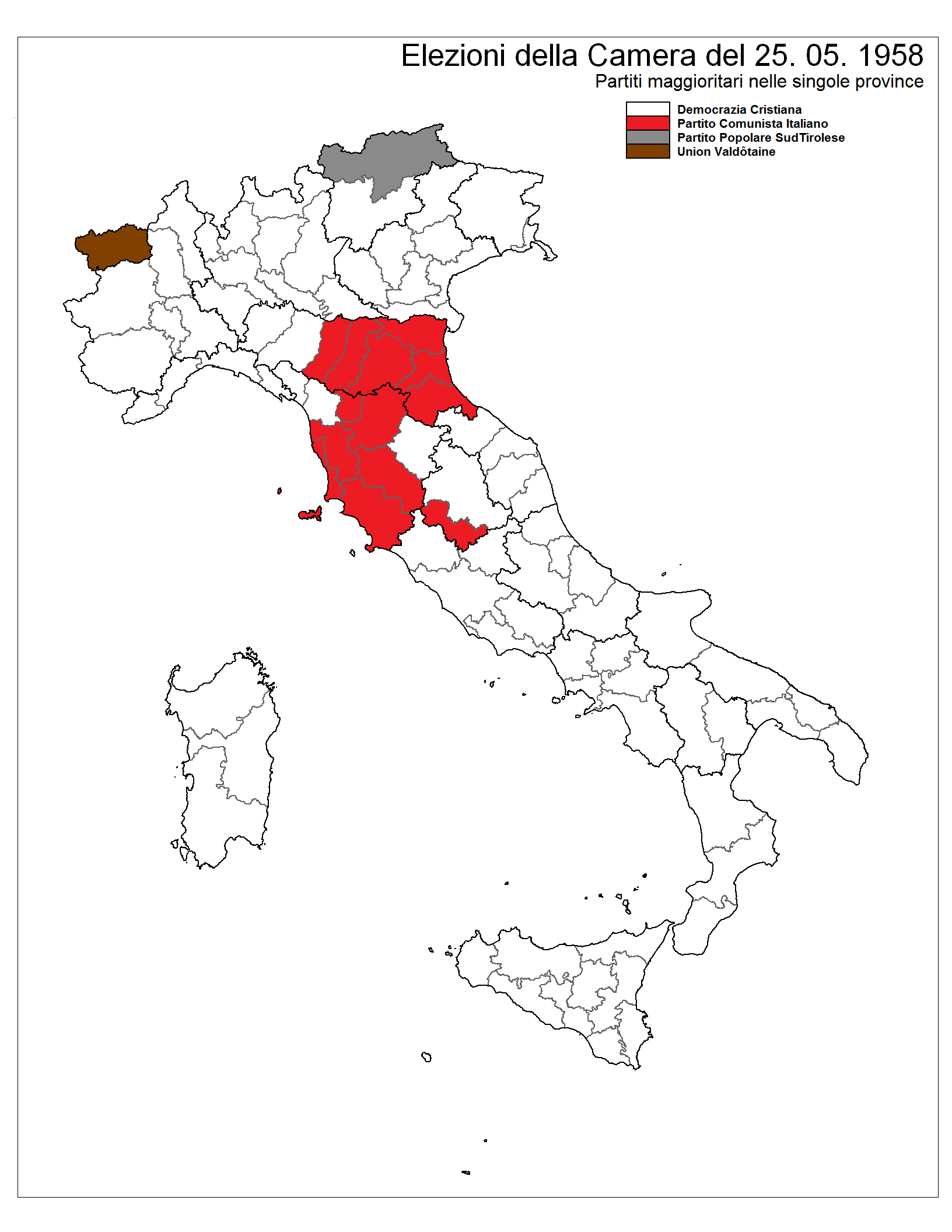
Partiti maggioritari nelle singole province per la Camera.

La Democrazia Cristiana ottiene un modesto aumento di consensi, frutto di una forte crescita nel Sud Italia, con massimi del 10-12% nelle province di Caserta, Messina e Salerno. Incrementi in linea con quello nazionale si registrano in Veneto e Lazio mentre nel resto del Paese l'andamento è piuttosto altalenante e non emergono chiare tendenze territoriali. La crescita dei consensi nel Sud porta il partito a ottenere risultati superiori alla media nazionale e superare il 50% di voti in Sardegna e nel Salento. Le zone più forti della DC ci confermano però, ancora una volta, il Triveneto, l'Alta Lombardia, le province di Cuneo e Campobasso con risultati compresi tra il 55% e il 60% dei consensi. I democristiani confermano la loro difficoltà a penetrare nelle regioni rosse, mentre i risultati dell'Italia nordoccidentale continuano a esser lontani dalla media nazionale.
Il Partito Comunista Italiano risulta pressoché stabile e ciò è frutto di una generale perdita di consensi nel Nord Italia e in Toscana e un opposto incremento nel Centro Sud, con alcune eccezioni. Restano infatti nel Meridione diverse zone ostili ai comunisti, come l'entroterra campano, l'Abruzzo meridionale e la parte settentrionale di Sicilia e Sardegna. A queste si aggiungono il Nord Est, l'Alta Lombardia e la provincia di Cuneo ormai tradizionalmente anticomuniste. Si conferma invece predominante in Emilia-Romagna, Toscana e Umbria, mentre ottiene risultati al di sopra dei quello nazionale nel Nord Ovest, nel sud della Sicilia e nella provincia di Foggia.
Il Partito Socialista Italiano aumenta i propri consensi in generale su tutto il territorio nazionale con le sole eccezioni della Bassa Lombardia, delle Marche e dell'Umbria, che però si riconferma una delle zone più forti per i socialisti. L'incremento è più accentuato nel Centro Sud, e in particolare in Calabria i cui risultati sono confrontabili con quelli del Nord Italia che sono decisamente superiori alla media nazionale. Nel resto del Centro Sud il PSI si conferma piuttosto debole spesso al di sotto della doppia cifra..
Il Movimento Sociale Italiano arretra bruscamente, perdendo oltre un punto percentuale, a seguito di decrementi in quasi tutte le regioni. In particolare perde ingenti consensi nel Sud Italia e nelle due Isole maggiori rimanendo tuttavia molto forte in Sicilia, Lazio, Umbria, Puglia, unico caso in cui i missini conquistano consensi, e nelle province di Bolzano e Trieste, dove supera il 15% dei voti. Si conferma invece piuttosto debole nel Centro Nord mentre a seguito del forte calo anche la Basilicata registra risultati molto al di sotto della media nazionale.
Il Partito Socialista Democratico Italiano risulta stabile a livello nazionale e in generale anche a livello locale in modo abbastanza omogeneo. Nel Centro Sud i socialdemocratici si confermano piuttosto deboli con le eccezioni di Salerno e Siracusa, ed è principalmente nel Nord Italia che raccolgono il loro consenso. In particolare le zone più forti sono il Piemonte e il Nord Est, dove supera il 10% dei voti nella provincia di Belluno.
Il Partito Liberale Italiano riequilibra i suoi consensi nel Nord Italia, crescendo in Lombardia ed Emilia-Romagna e calando in Piemonte, che però resta la zona più forte per i liberali. Risulta invece stabile nel Centro Italia e in calo nel Meridione, pur ottenendo ancora risultati eccezionali nelle province di Campobasso e Benevento dove supera il 15% delle preferenze. In controtendenza la Sicilia, in cui migliora i già ottimi risultati della tornata precedente..
Il Partito Nazionale Monarchico paga duramente la scissione interna del PMP perdendo numerosi consensi in tutta Italia, specialmente nelle regioni meridionali, dove alle precedenti elezioni aveva ottenuto ottimi risultati. Il calo più ingente si riscontra in Campania dove perde quasi il 10% dei consensi, in Puglia e Sicilia che comunque restano le regioni di riferimento del partito, mentre nel Nord Italia resta largamente sotto la media nazionale.
Il Partito Monarchico Popolare raccoglie la maggior parte dei suoi consensi al Centro-Sud, in particolare in Campania, dove, nella Provincia di Napoli, raggiunge quasi il 20% dei consensi, in Abruzzo, Basilicata e Sicilia. Come il PNM, al nord ottiene percentuali minime e talvolta irrilevanti.
Il Partito Repubblicano Italiano si conferma molto forte in Romagna, nelle Marche e sulla costa Toscana. Perde consensi nel Lazio, in Abruzzo e nella Provincia di Trapani in cui ottiene però consensi molto superiori alla media e al resto del Mezzogiorno in cui i repubblicani stentano ad affermarsi.
Il rafforzamento della Democrazia Cristiana porta il suo vantaggio a quasi il 20% ma non si traduce in conquiste di province, anche se è evidente un generale rafforzamento del distacco democristiano. In particolare la DC incrementa notevolmente i propri vantaggi tra Lazio, Abruzzo, e Campania, superando anche il 30%. Restano però il Nord Est e l'Alta Lombardia le roccaforti inespugnabili della DC. Nelle altre zone d'Italia, in particolare il Nord Ovest e la Sicilia meridionale, i distacchi sono più contenuti anche se non scendono mai sotto il 3%. Il Partito Comunista Italiano vede erodere il proprio distacco anche nelle Regioni Rosse, dove riesce a conservare per un pugno di voti Pisa, e ottiene un vantaggio intorno al 3% a Firenze, Pistoia e Forlì, mentre l'unica provincia in cui riesce a superare il 20% di vantaggio è Siena.

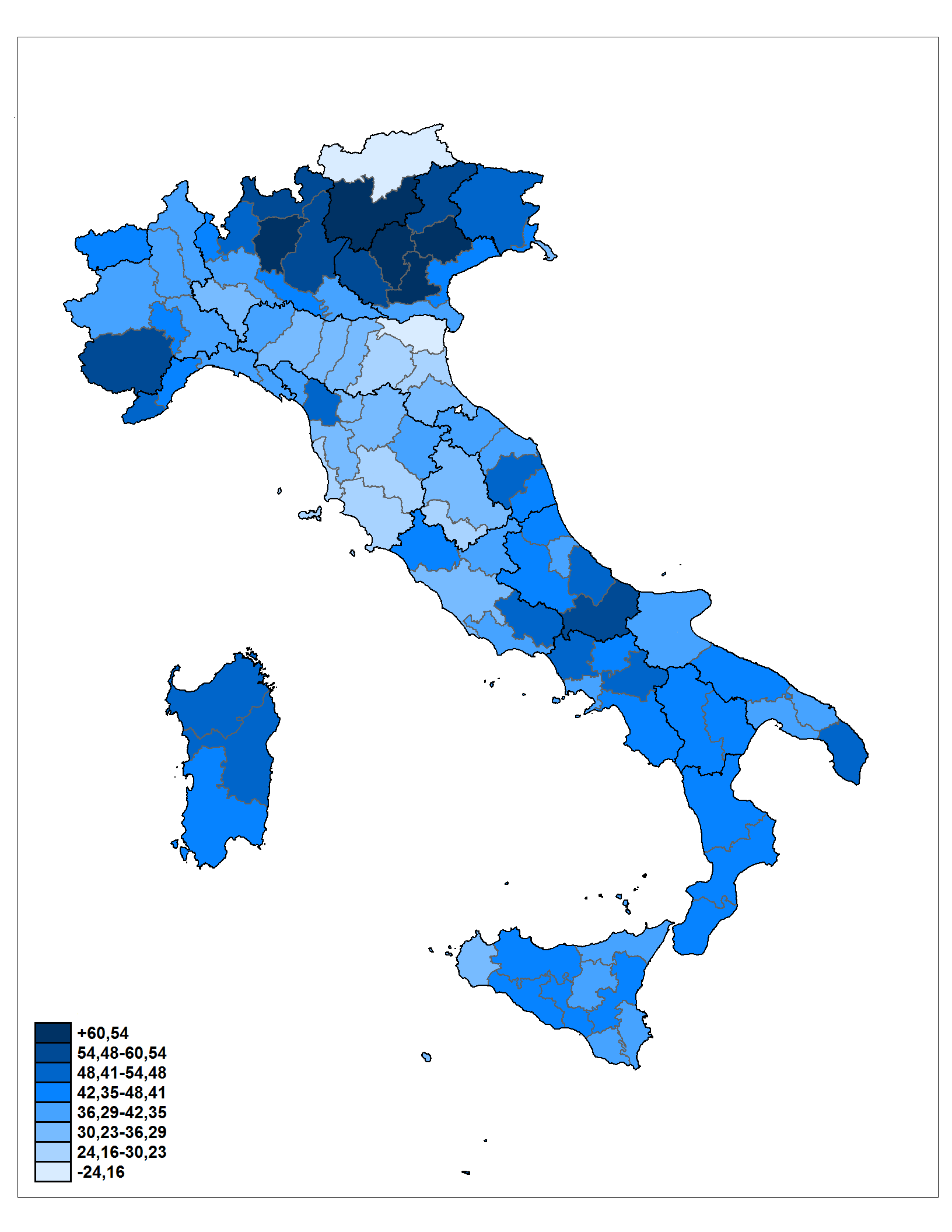
Democrazia Cristiana
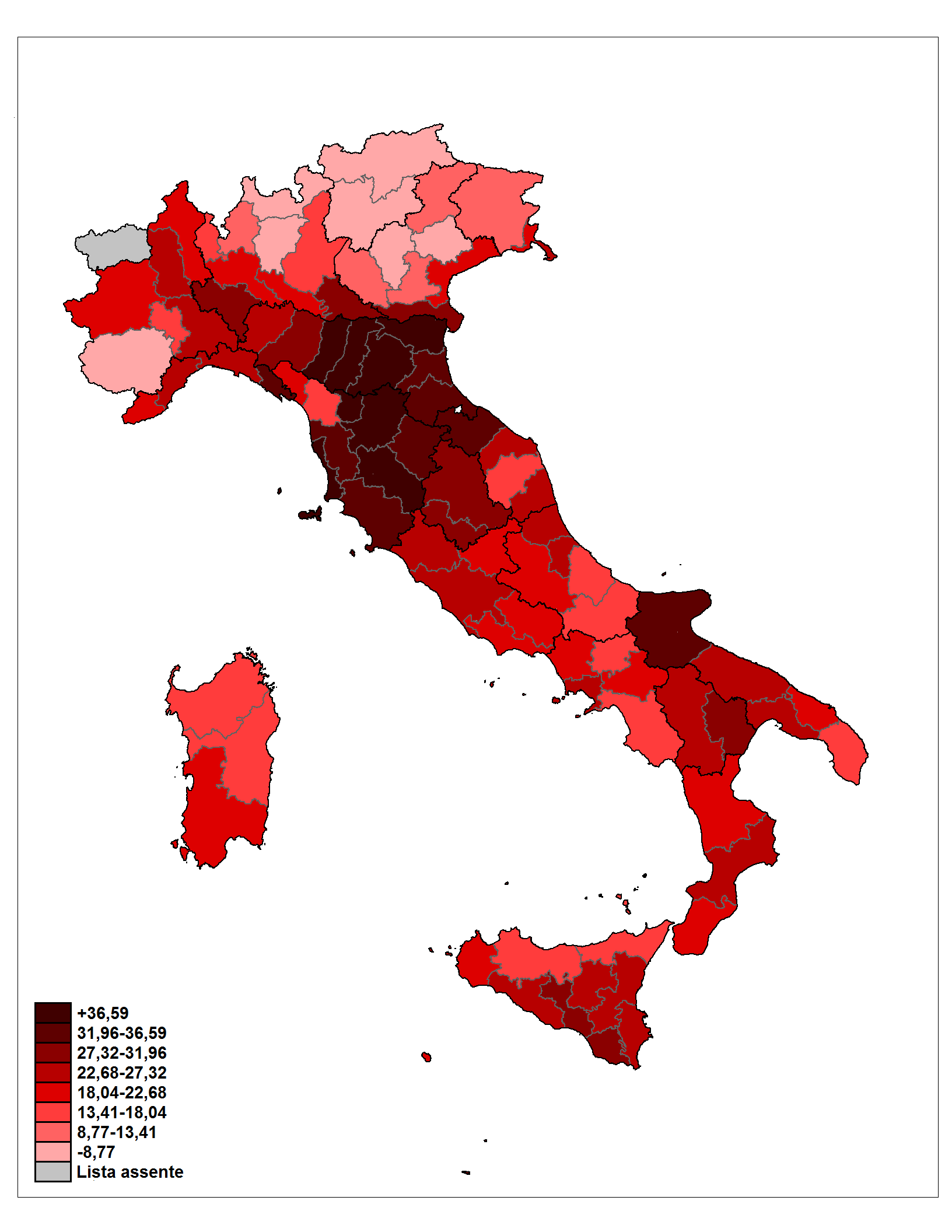
Partito Comunista Italiano
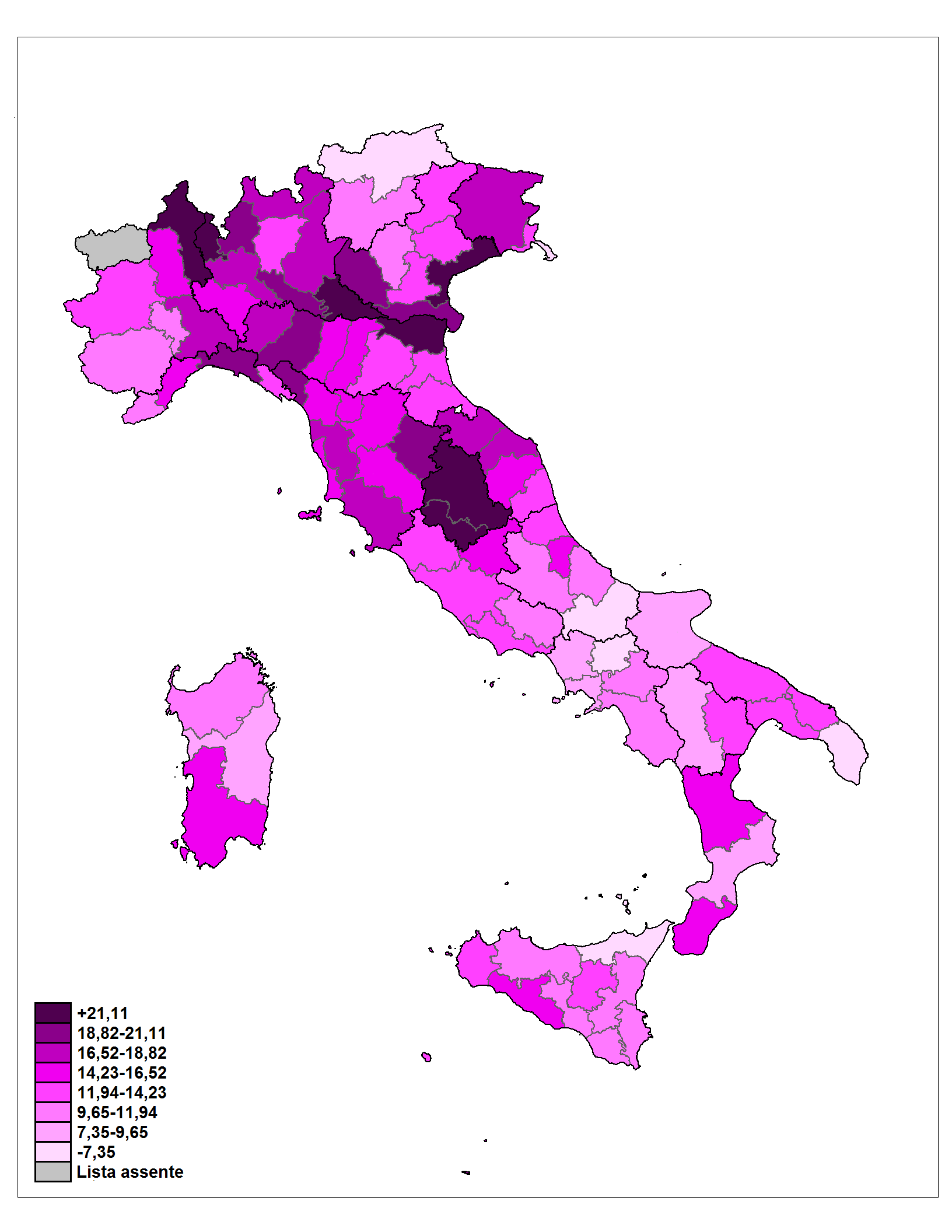
Partito Socialista Italiano
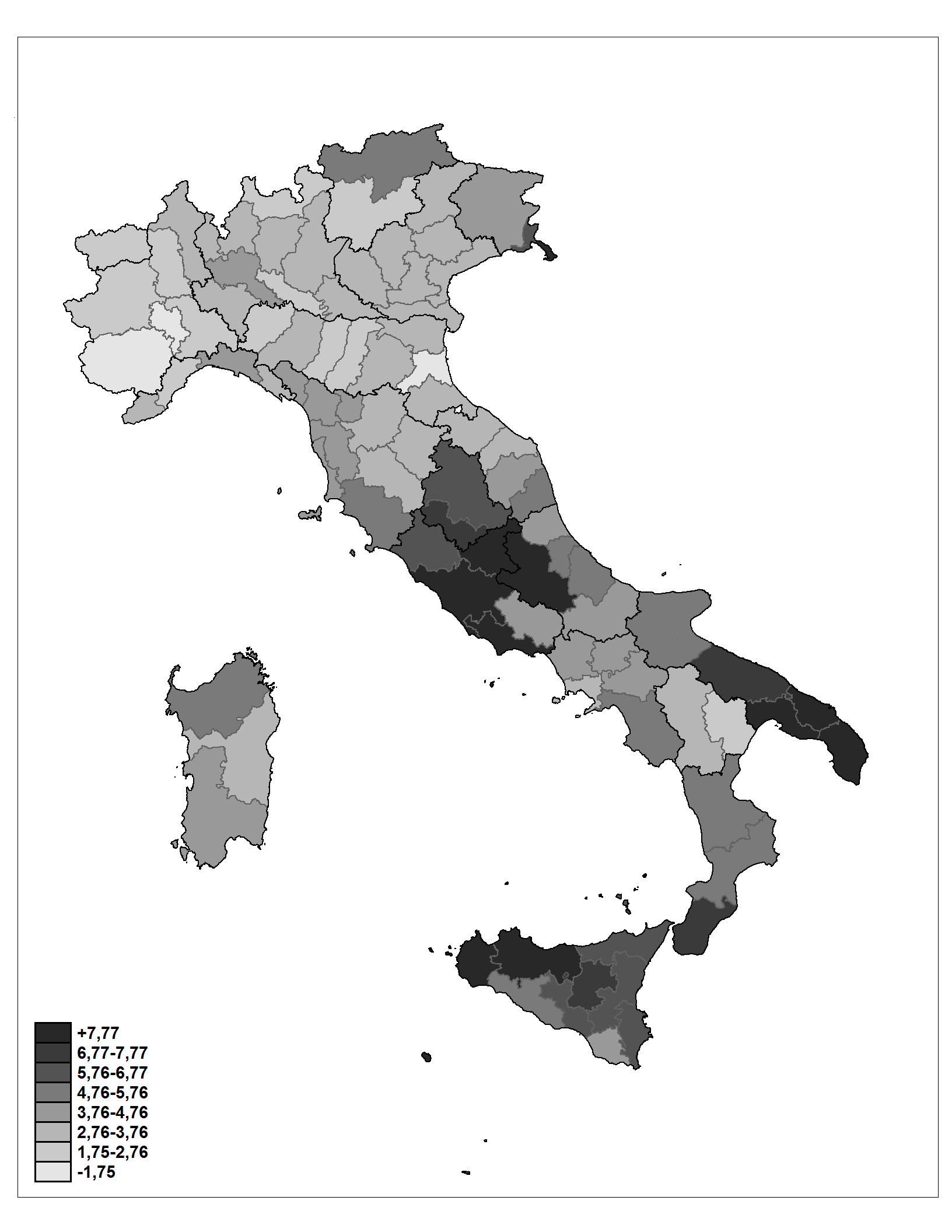
Movimento Sociale Italiano
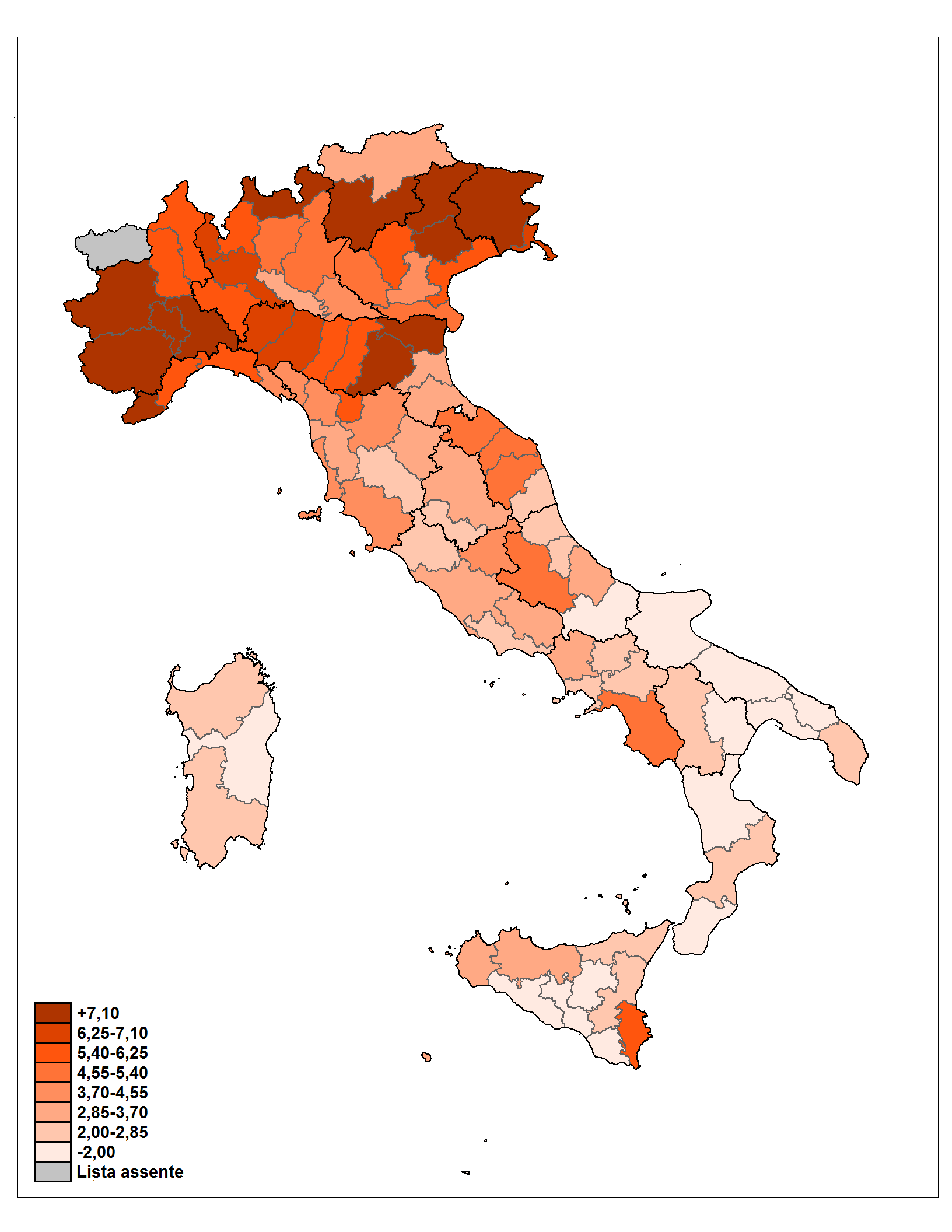
Partito Socialista Democratico Italiano
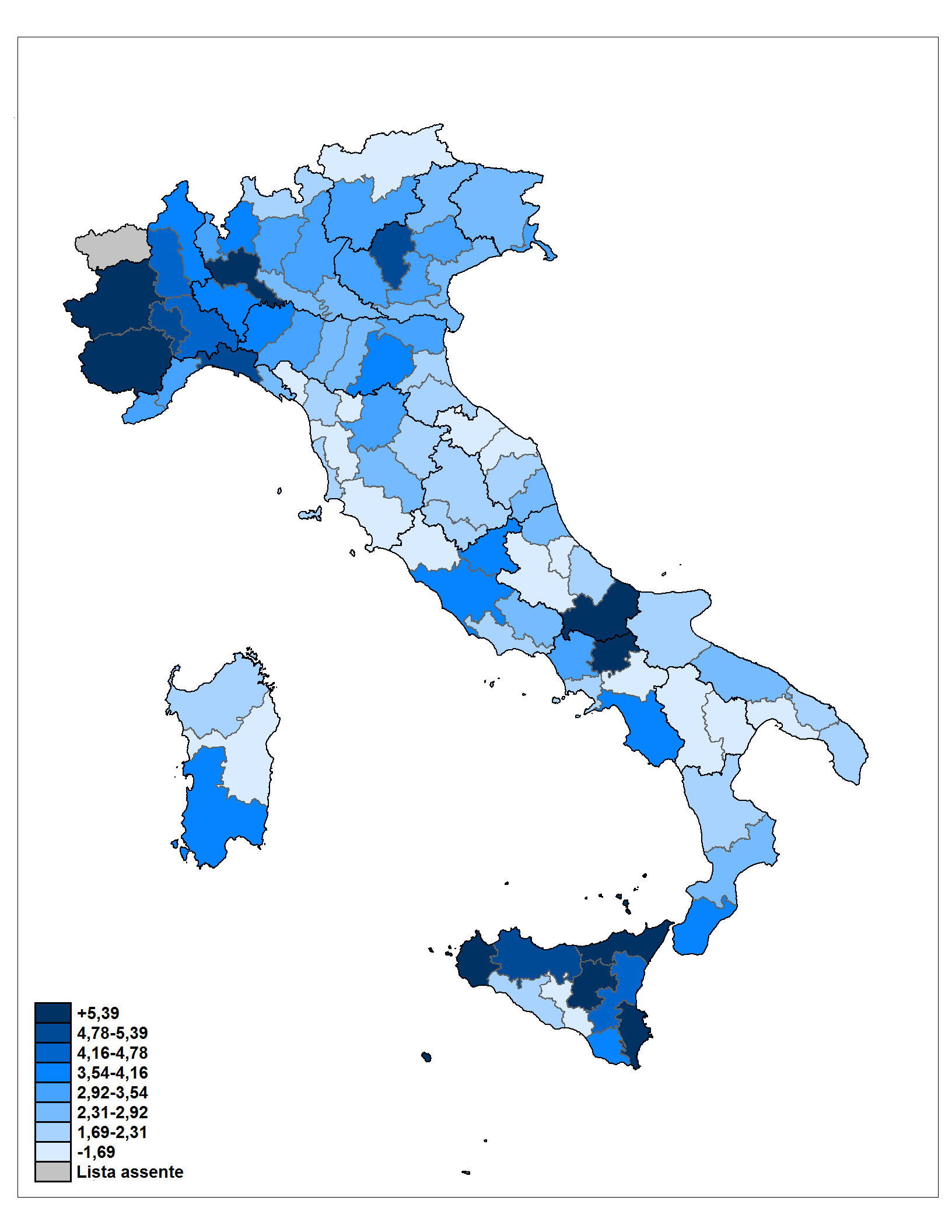
Partito Liberale Italiano
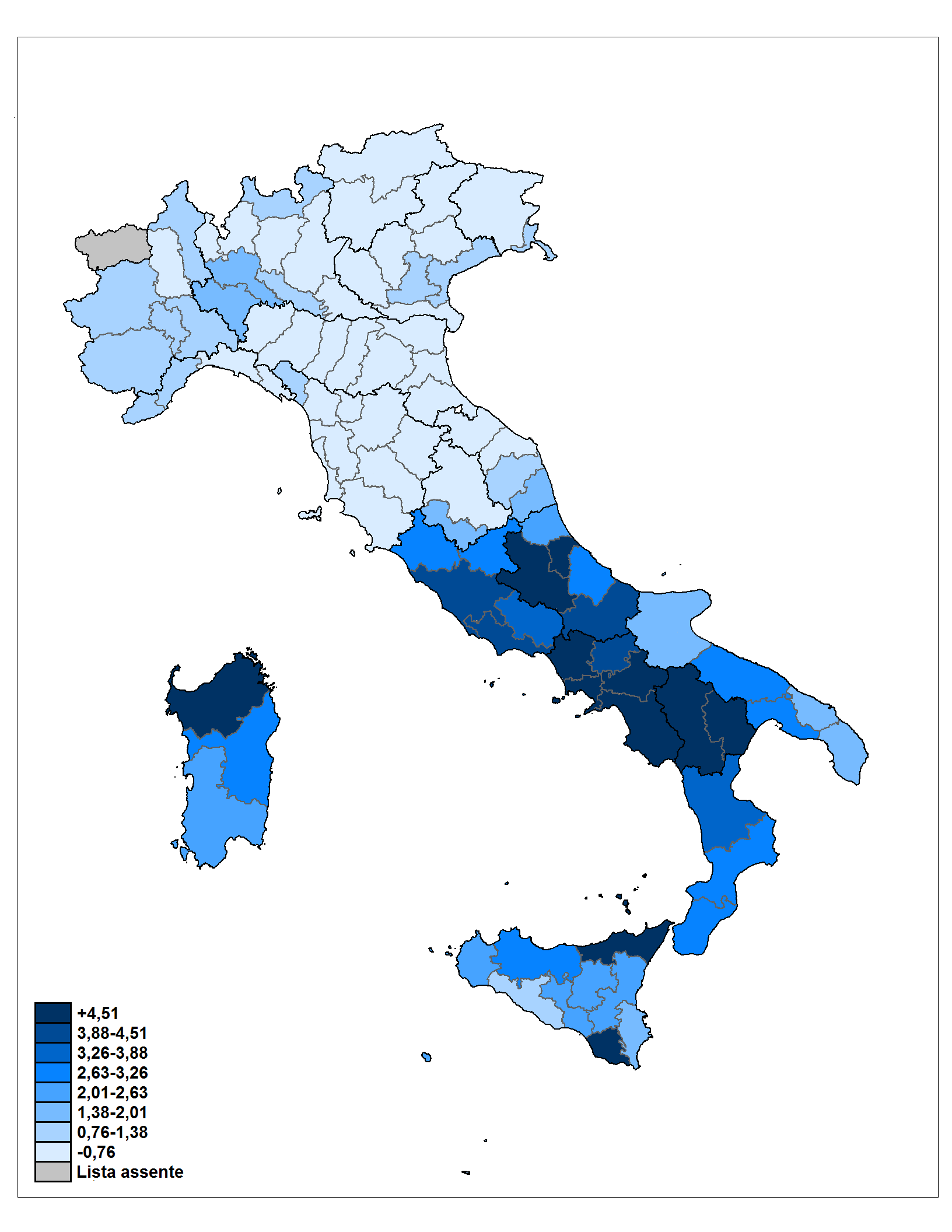
Partito Monarchico Popolare
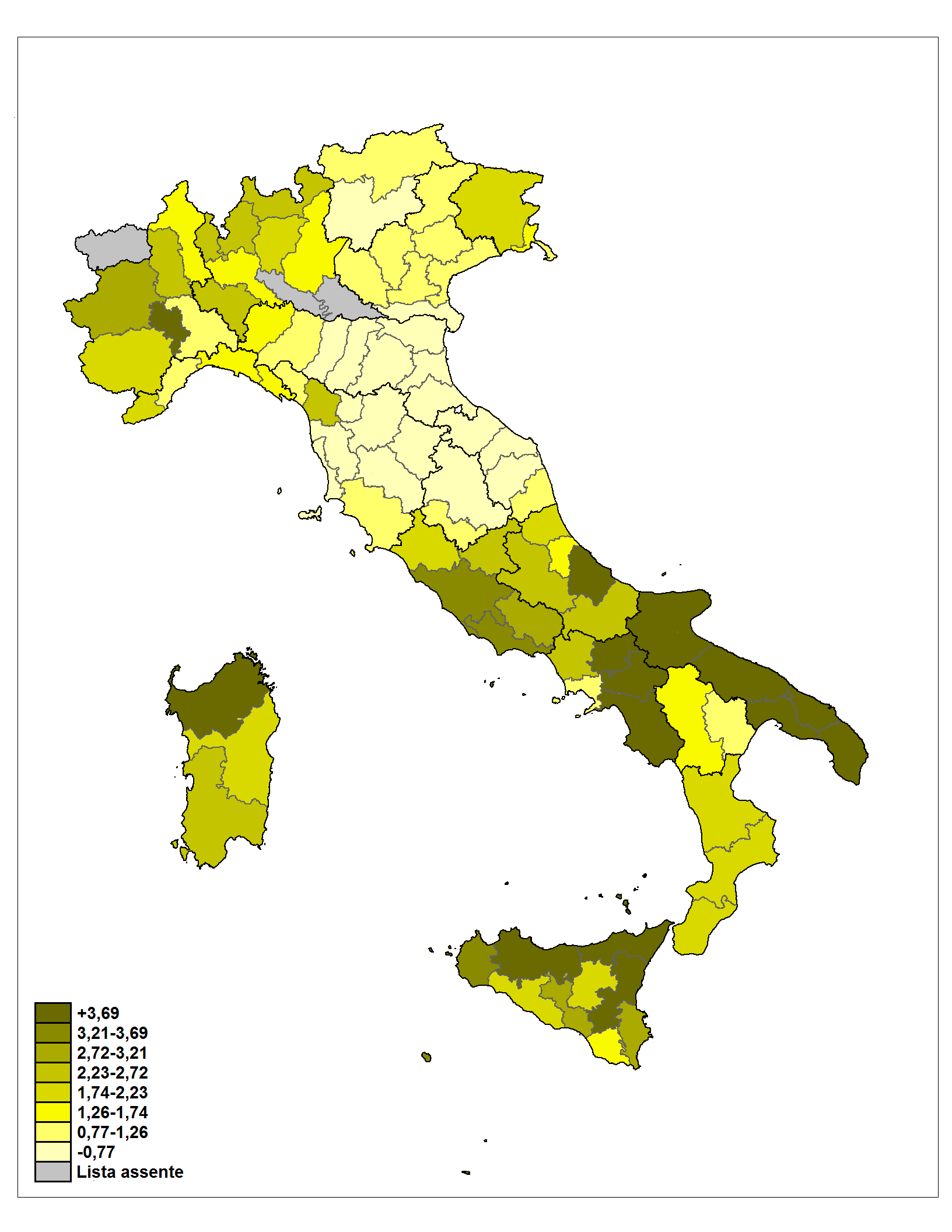
Partito Nazionale Monarchico
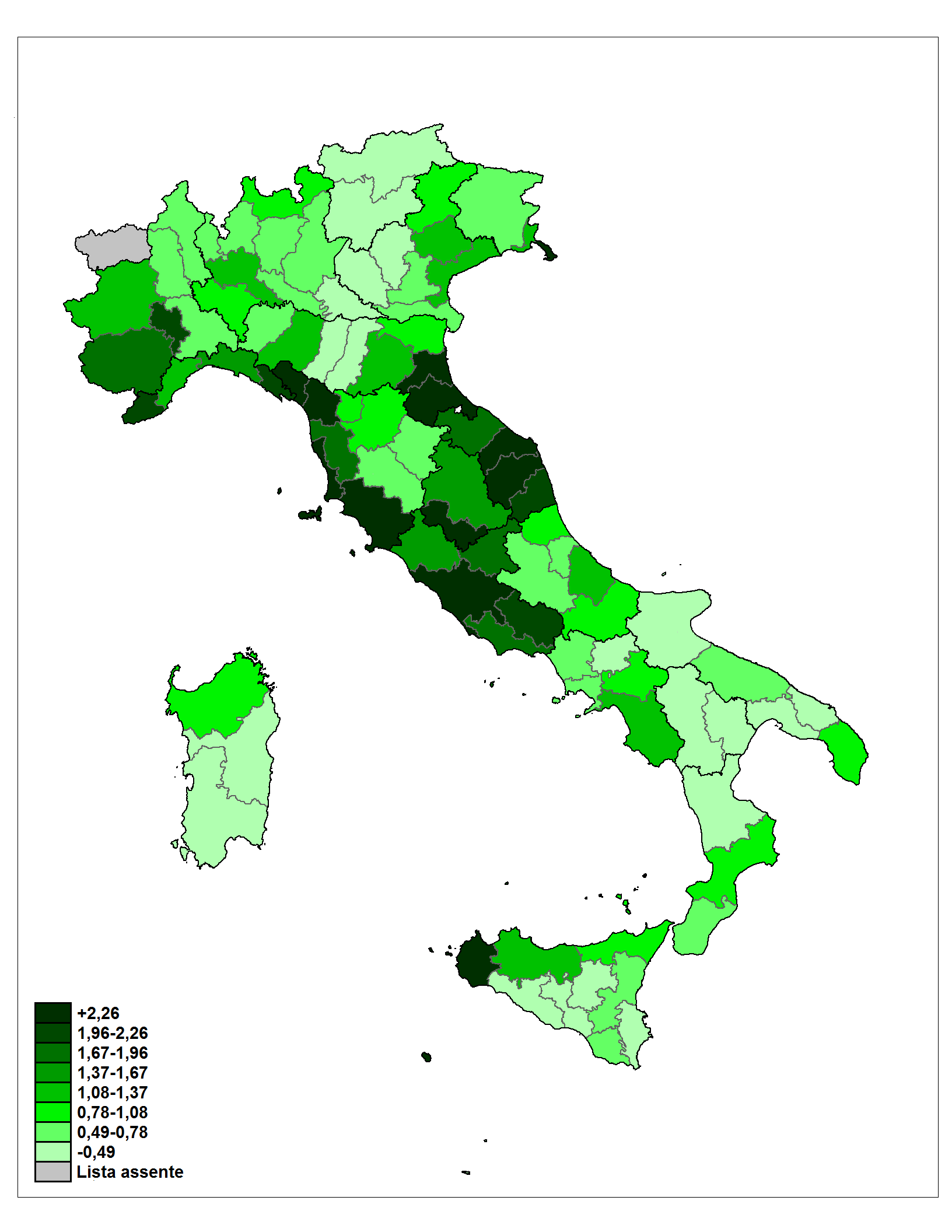
Partito Repubblicano Italiano
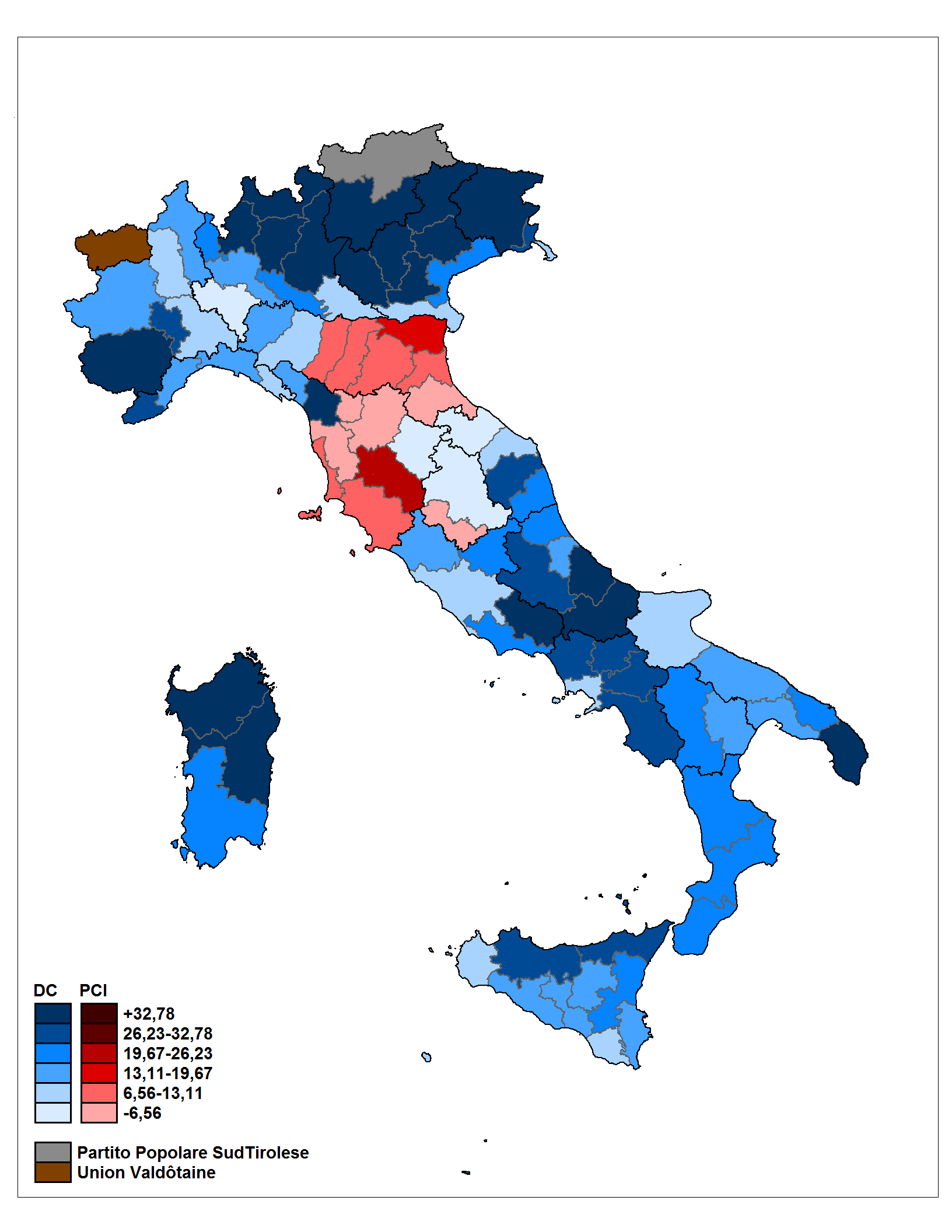
Distacco tra DC e PCI

## Conseguenze del voto
Il centro guidato dalla Democrazia Cristiana uscì rafforzato dalle elezioni con una discreta maggioranza sia alla Camera che al Senato, che gli permise di mantenersi al governo per tutta la III legislatura. Ciò nonostante la situazione politica si confermò instabile e piuttosto mutevole. Iniziavano infatti a sorgere dei dubbi sulla politica centrista della DC e da più parti si riteneva necessario che il partito superasse questa fase politica aprendo a forze meno moderate. Nella prima parte della legislatura prevalsero i sostenitori di uno spostamento a destra dalla DC concretizzato nei governi Segni II e Tambroni, che ottennero l'appoggio esterno dei missini e dei monarchici. Questo riposizionamento però fu solo temporaneo e si interruppe definitivamente con le dimissioni di Tambroni.
Successivamente, con il ritorno al governo di Fanfani e la vittoria di Aldo Moro al congresso della DC, si avviò un processo di apertura a sinistra del partito guardando esplicitamente al PSI come interlocutore di governo. Per questioni di equilibrio interno della DC con la propria ala conservatrice tuttavia, nel 1962 il democristiano Antonio Segni fu eletto al Quirinale con l'appoggio di missini e monarchici.